# Ткачёва, Татьяна Изосимовна
Татьяна Изосимовна Ткачёва (до замужества — Лысенко) (7 января 1914, с. Покровка (ныне Локтевский район), Алтайского края) — 23 ноября 1989, Алтайский край, РСФСР) — передовик производства, председатель колхоза «Родина». Депутат Верховного Совета СССР 3 и 4 созывов. Герой Социалистического Труда (1957).

## Биография
Дочь крестьянина-середняка. С детства работала. В середине 1930-х годов создала земледельческое звено в колхозе «Красноармеец», ставшее вскоре передовым не только в районе, но и на Алтае. Результаты звена Т. Лысенко, экспонировались на Всесоюзной сельскохозяйственной выставке. Тогда же еёу направили в г. Рубцовск на курсы председателей колхозов. В 1939 была избрана председателем колхоза «Путь Сталина» села Красное Раздолье Локтевского района Алтайского края. Под её руководством колхоз
стал участником ВДНХ.
В 1950 г. колхоз «Путь Сталина» слился с двумя соседними артелями. Т. Ткачёва возглавила крупное хозяйство с 10 тыс. га земли.
И снова её колхоз — в первой пятерке по краю. К 1968 колхоз «Родина» стал миллионером.
В начале 1970-х годов колхоз «Родина» под председательством Татьяны Изосимовны Ткачевой выполнил за четыре года план пятилетки по продаже государству мяса на 101 %, шерсти — на 112 % и был награждён переходящим Красным знаменем Локтевского РК КПСС, райисполкома и райкома профсоюзов, занесен в Книгу почета. Колхоз «Родина» неоднократно завоевывал переходящие Красные знамёна Совета Министров СССР.
В 1950—1958 Т. Ткачёва избиралась депутатом Верховного Совета СССР (два созыва), в 1959—1961 — депутатом Алтайского краевого Совета депутатов трудящихся. 14-25 февраля 1956 г. она в качестве делегата участвовала в работе XX съезда КПСС; 25-27 ноября 1969 г. — III Всесоюзного съезда колхозников.
Татьяна Изосимовна Ткачева возглавляла колхоз «Родина» Локтевского района Алтайского края в течение почти 34-х лет, до 1972 г.

## Награды
- Орден Ленина (1947)
- Орден Ленина (1957)
- золотая медаль «Серп и Молот» (1957)
- Орден Трудового Красного Знамени (1967)
- Почётная грамота Президиума Верховного Совета РСФСР (1964)
- Большая золотая медаль ВДНХ (дважды)
- Малая золотая медаль ВДНХ
- Серебряная медаль ВДНХ